# ول، لینکلن‌شر
ول (به انگلیسی: Well) یک روستا و محله مدنی در بریتانیا است که در لیندسی شرقی واقع شده‌است. ول ۱۶۶ نفر جمعیت دارد.